# Nully
Nully è un comune francese di 182 abitanti situato nel dipartimento dell'Alta Marna nella regione del Grand Est.
Unito nel 1972 a Trémilly, per formare il comune di Nully-Trémilly, è tornato indipendente dal 2005.

## Società

### Evoluzione demografica
Abitanti censiti